# 勾陳五
HD 5848，又名BD+85 19，SAO 181、HR 285是一颗位於仙王座的恒星，视星等为4.25，位于銀經123.24，銀緯23.4，其B1900.0坐标为赤經0h 55m 1.5s，赤緯+85° 23.4′ 14″。雖然在佛蘭斯蒂德命名法中它的名稱是小熊座2（2 Ursae Minoris，2 UMi），但現代將它劃入仙王座。